# Pierre Moinot

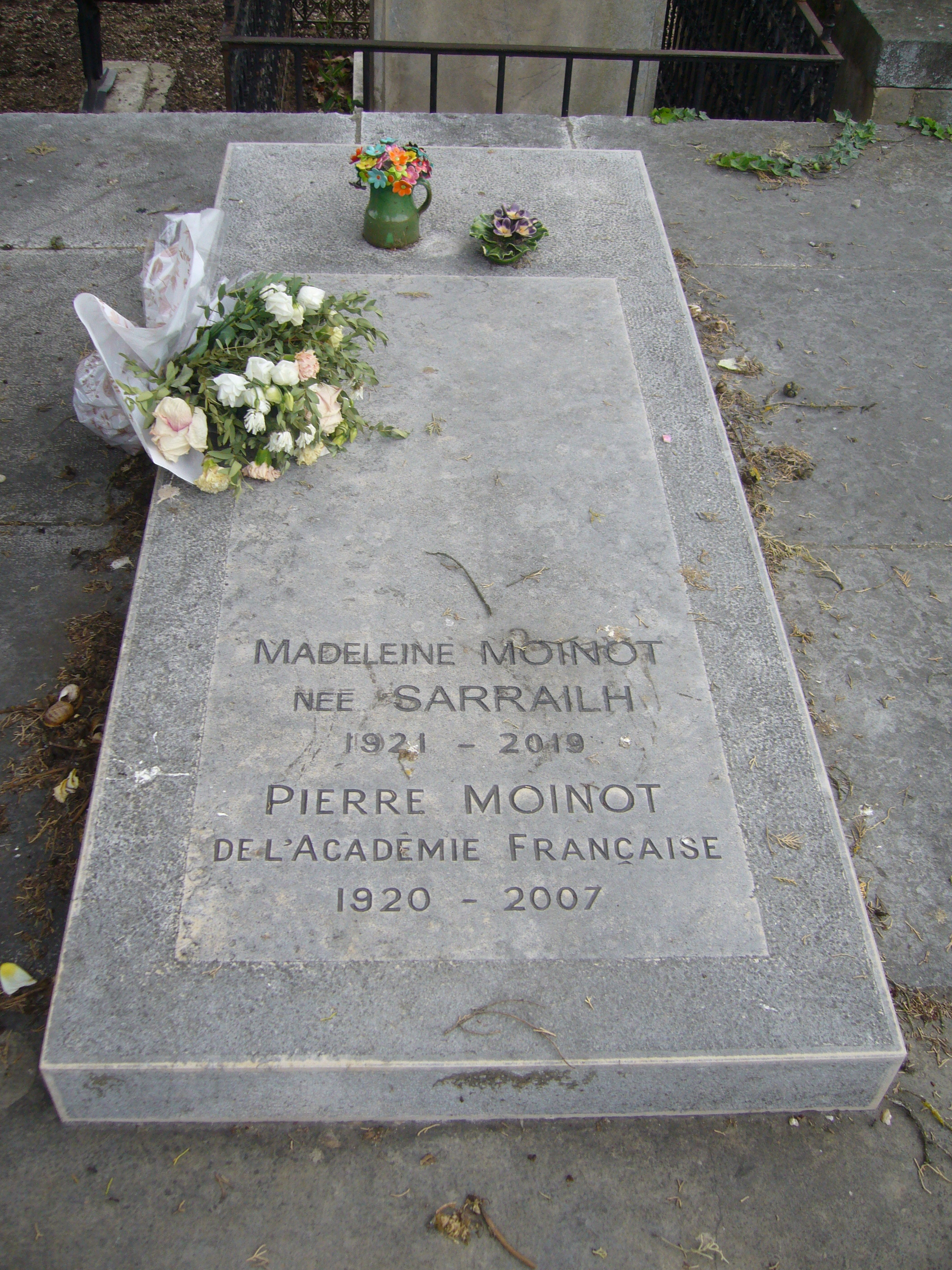
Sépulture de Pierre Moinot à Salernes

Pierre Moinot, né le 29 mars 1920 à Fressines et mort le 6 mars 2007 à Paris, est un haut fonctionnaire et écrivain français.
Il est membre de l'Académie française.

## Biographie

### Le Résistant
Fils d'instituteurs, Pierre Moinot passe son enfance dans le Poitou et suit ses études secondaires à Niort, Ajaccio, et Périgueux, couronnées par le premier prix de Français au Concours général. Il entre ensuite en khâgne au Lycée Henri-IV et part à Caen en 1940.
Mobilisé, puis prisonnier, il s'évade et rejoint la résistance à Grenoble, avant de gagner le Maroc pour participer à la campagne d'Italie et au débarquement de Provence en 1944, et combat jusqu'à Sigmaringen. Blessé dans les Vosges, il est décoré de la Grand-croix de la Légion d'honneur, à titre militaire.
Détenteur en parallèle d'un diplôme d'études supérieures sur les parlers poitevins obtenu en 1942, à l'Institut de phonétique de Grenoble, il est reçu en 1946 à la Cour des comptes comme auditeur.

### L'écrivain
En 1947, il publie dans Les Temps modernes une nouvelle, La nuit et le Moment, et l'envoie à Albert Camus qui l'appuie auprès des éditeurs parisiens. Dès lors, il publie des nouvelles puis un roman chez Gallimard en 1952, Armes et bagages.
S'enchaînent alors les romans, récompensés notamment par le prix international du roman de langue française Charles Veillon, le prix Sainte-Beuve (La Chasse royale, 1953), le Grand prix du roman de l'Académie française en 1954 (La Chasse royale, 1953), le Prix des Libraires (Le Sable vif, 1963), le Prix Femina (Le Guetteur d'ombre, 1979), le prix du Rotary International (Le Matin vient, et aussi la nuit, 2000), et le grand prix Jean-Giono (Le Coup d'État, 2004).
On retrouve dans ses romans l'influence de son enfance campagnarde et humble, et il s'inspire des grands événements de l'histoire de France.
Il écrit aussi pour le théâtre (Héliogabale, 1971) et la télévision (Mazarin en 1978, Jeanne d'Arc en 1988 et La Laïque en 1998).
Grand reporter avec Jules Roy dans la descente du Niger en 1956 (qui lui inspire La descente du fleuve paru en 1991), il a également collaboré aux films animaliers de François Bel.
Il est élu membre de l'Académie française le 21 janvier 1982 au fauteuil 19, où il succède à René Clair.

### Le haut fonctionnaire
Tout en exerçant ses talents d'écrivain, il poursuit sa carrière de grand commis de l'État, en entrant en 1959 comme conseiller au cabinet du ministre des Affaires culturelles André Malraux, malgré des opinions plus proches de la gauche. Il s'attache plus particulièrement au théâtre et au cinéma, et met en place à ce poste les aides à l'industrie cinématographique comme l'avance sur recettes, crée la direction du théâtre et de l'action culturelle au sein du nouveau ministère, prépare le premier plan d’équipement culturel et conçoit la première Maison de la Culture. Bras droit de Malraux dans la constitution du ministère naissant, il démissionne pourtant de ce poste en 1962 en raison de la faiblesse des crédits alloués à la politique culturelle.
Rappelé par Malraux en 1966, à la suite de la démission de Gaëtan Picon, il devient directeur des arts et des lettres, prenant la charge de la direction des théâtres et de l'action culturelle qu'il avait créée. Il représente également l'État dans diverses instances, comme au conseil d'administration de l'Union générale cinématographique (jusqu'en 1970), à la Commission d’avances sur recettes au cinéma jusqu’en 1972, comme membre puis président, en tant que membre de la délégation française à l’UNESCO, et expert de l’UNESCO en Iran et au Brésil, et comme président du Comité des activités culturelles de la commission française jusqu’en 1974. Cependant, il préconise un plan de réforme de l'administration de la rue de Valois qui implique la suppression de son poste, qu'il quitte en 1969.
Il participe également à la Commission de réforme du statut de l’ORTF en 1969, et en devient administrateur jusqu'en 1972. Comme président de la Commission d’orientation et de réflexion sur l’audiovisuel (1981), on lui doit l'idée de la Haute Autorité de la communication audiovisuelle.
Il est aussi membre du comité exécutif d’Amnesty International en France (jusqu’en 1977), du Conseil de l’ordre de la Légion d'honneur (1989) et président du Conseil de l’ordre des Arts et des Lettres (jusqu’en 1995).
Il devient procureur général près la Cour des comptes en 1983 avant de prendre sa retraite en 1986.

### Vie privée
Pierre Moinot épouse en premières noces Paulette Coquart (Saint-Romans-lès-Melle 1919 - Noirmoutier-en-l'Île 1999), fille de la femme de lettres Claire Sainte-Soline.
Il se remarie en 1947 avec Madeleine Sarrailh (1921-2019).

## Œuvres
- 1952 : Armes et Bagages, roman (Gallimard)
- 1953 : La Chasse royale, roman (Gallimard)
- 1957 : La Blessure, nouvelles (Gallimard)
- 1960 : Le Voleur, court métrage (Gallimard) (Adaptation)
- 1963 : Le Sable vif, roman (Gallimard) – prix des Libraires
- 1966 : Repos à Bacoli, dramatique - Adaptation.
- 1967 : Quand la liberté venait du ciel, série de douze dramatiques (Adaptation d'après un dossier d'Albert Ollivier)
- 1971 : Héliogabale, théâtre (Gallimard)
- 1977 : La Griffe et la Dent, album animalier (Denoël)
- 1978 : Mazarin, série de quatre dramatiques originales
- 1978 : Mazarin, scénario (Gallimard)
- 1979 : Le Guetteur d'ombre, roman (Gallimard) – prix Femina
- 1988 : Jeanne d'Arc, série de quatre dramatiques originales (en collaboration avec Jean-François Griblin)
- 1988 : Jeanne d’Arc, le pouvoir et l’innocence (Flammarion)
- 1991 : La Descente du fleuve, roman (Gallimard)
- 1993 : Tous comptes faits, entretiens réalisés par Arnaud Guillon, éditions Quai Voltaire,  (ISBN 9782876531611) ; rééd. éditions Gallimard, 1997
- 1994 : T.E. Lawrence en guerre, étude (Quai Voltaire)
- 1997 : Attention à la peinture (Gallimard)
- 1999 : Le matin vient et aussi la nuit (Gallimard)
- 2002 : La Mort en lui (Gallimard)
- 2002 : Chasses à cœur ouvert (Gerfaut) (avec Xavier Patier, Léon Mazzella et Philippe Verro)
- 2003 : Coup d'État (Gallimard)
- 2003 : La Saint Jean (Sigalla)
- 2004 : Maison (Sigalla)
- 2007 : La Saint Jean d'été (Gallimard)

## Décorations
- Grand-croix de la Légion d'honneur
- Croix de guerre 1939-1945
- Officier de l'ordre des Palmes académiques
- Officier de l'ordre du Mérite agricole
- Commandeur de l'ordre des Arts et des Lettres, de droit en tant que « directeur général des arts et des lettres au ministère des affaires culturelles » (1966)[4]
- Bronze Star Medal